# Тразакко
Тразакко (італ. Trasacco) — муніципалітет в Італії, у регіоні Абруццо,  провінція Л'Аквіла.
Тразакко розташоване на відстані близько 90 км на схід від Рима, 50 км на південь від Л'Акуїли.
Населення — 6217 осіб (2014).
Щорічний фестиваль відбувається 31 серпня. Покровитель — San Cesidio.

## Демографія
Населення за роками:

Станом на 1 січня 2023 року в муніципалітеті офіційно проживало 546 іноземців з 21 країни, серед них 46 громадян країн Євросоюзу та 15 громадян України.

## Сусідні муніципалітети
- Авеццано
- Челано
- Чивіта-д'Антіно
- Коллелонго
- Луко-дей-Марсі
- Ортуккьо
- Пешина
- Сан-Бенедетто-дей-Марсі